# Mussurana
Mussurana är ett släkte ormar i familjen snokar. Arterna infogades tidigare i släktet Clelia. Släktet tillhör underfamiljen Dipsadinae som ibland listas som familj.
Vuxna exemplar är med en längd av 150 till 300 cm medelstora till stora ormar. De förekommer i Sydamerika. Individerna lever i skogar, buskskogar och gräsmarker. De har antagligen ödlor, mindre ormar och små däggdjur som föda. Honor lägger ägg.
Arter enligt The Reptile Database:
- Mussurana bicolor
- Mussurana montana
- Mussurana quimi